# Équipe de Tunisie de football à la Coupe du monde 2022
Cet article relate le parcours de l’équipe de Tunisie de football lors de la Coupe du monde de football 2022 organisée au Qatar du 20 novembre au 18 décembre 2022. C'est la sixième participation du pays dans la compétition après 1978, 1998, 2002, 2006 et 2018. La Tunisie rencontre la France, le Danemark et l'Australie dans le groupe D.
Pour la sixième fois, la Tunisie ne réussit pas à se qualifier pour le deuxième tour de la Coupe du monde, ayant terminé le tournoi à la 21e place après un match nul (0-0) contre le Danemark, une défaite (0-1) contre l'Australie et une victoire (1-0) contre la France.

## Préparation de l'événement

### Qualification
La Tunisie, qui n'a qu'à intervenir au deuxième tour, rencontre la Mauritanie, la Guinée équatoriale et la Zambie. Avec quatre victoires, un match nul et une défaite, le troisième tour est atteint, mais cela n'est effectif que le jour du dernier match.
Le troisième tour se joue sur deux manches et la Tunisie affronte le Mali, le seul prétendant au troisième tour qui ne s'est jamais qualifié pour une coupe du monde. Au match aller, elle prend l'avantage sur le Mali à la 36e minute grâce à un but contre son camp de Moussa Sissako, qui écope d'un carton rouge quatre minutes plus tard. Les Tunisiens terminent sur le score de 1-0, de sorte qu'un match nul et vierge au match retour leur suffit pour se qualifier.
Un total de 29 joueurs sont utilisés ; vingt d'entre eux figurent également dans l'équipe pour la coupe d'Afrique des nations, lors de laquelle la Tunisie est éliminée en quart de finale. Seuls Aïssa Laïdouni et Ali Maaloul ont disputé les huit matchs. Mohamed Ali Ben Romdhane dispute sept matchs, mais n'est pas utilisé lors du premier match. Farouk Ben Mustapha est le gardien de but de tous les matchs du deuxième tour, mais Béchir Ben Saïd, qui fait ses débuts à la coupe d'Afrique, joue au troisième tour. Sebastian Tounekti (un match) fait sa première apparition internationale en qualifications.
Le meilleur buteur est le capitaine Wahbi Khazri avec trois buts, tous inscrits au deuxième tour. Il reçoit un deuxième carton jaune lors du dernier match du deuxième tour et se voit remplacé par Youssef Msakni au troisième tour. Au total, huit joueurs ont inscrit au moins un but, plus un but contre son camp d'un joueur malien, ce qui permet à la Tunisie de se qualifier pour la coupe du monde.

#### Deuxième tour: la Tunisie termine au sommet du groupe B

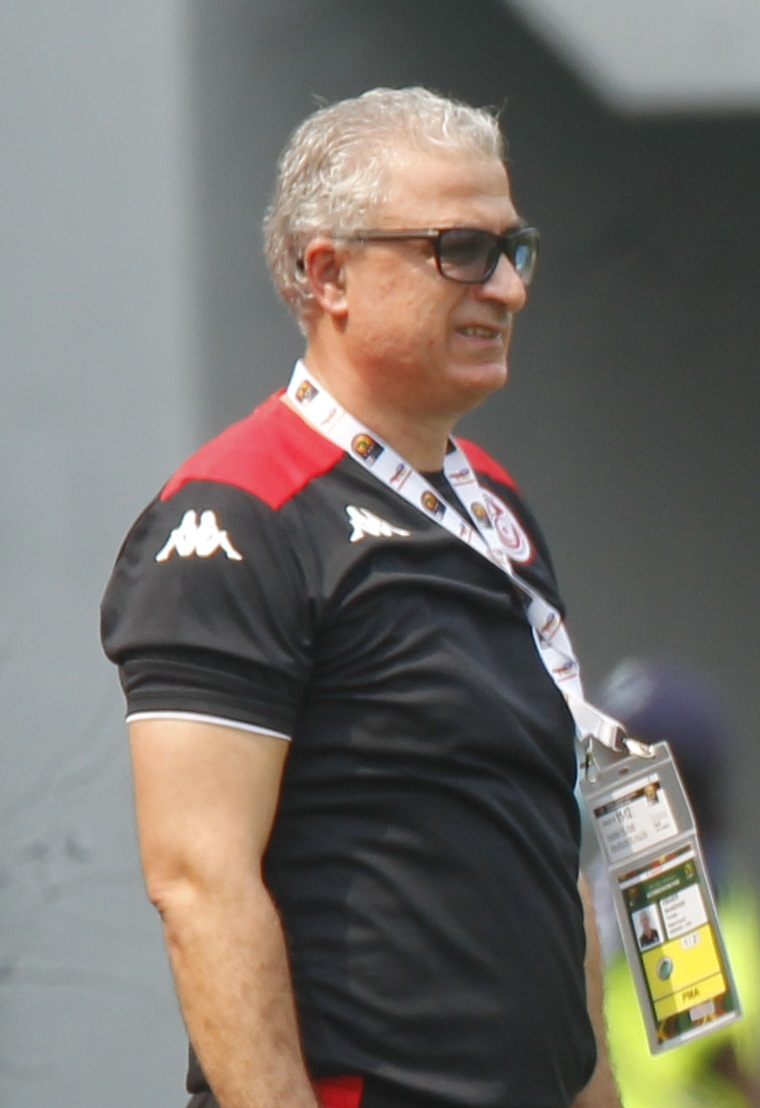
Mondher Kebaier a mené l'équipe au deuxième tour.

Le tirage au sort des dix groupes se tient le 21 janvier 2020 au Caire. Les équipes sont réparties dans quatre chapeaux en fonction de leur classement FIFA. Le deuxième tour devait commencer en mars 2020, mais est reporté à plusieurs reprises en raison de la pandémie de Covid-19 et ne commence qu'en septembre 2021.
Le 3 septembre 2021, l'équipe nationale commence ses matchs lors des éliminatoires de la coupe du monde 2022. La Tunisie remporte les trois premiers matchs sans encaisser de but, contre la Guinée équatoriale à Radès (3-0), contre la Zambie à Ndola (2-0) et contre la Mauritanie (3-0), suivies par un match nul contre cette dernière à Nouakchott (0-0) et une défaite contre la Guinée équatoriale à Malabo (0-1), ce qui reporte la qualification pour le tour suivant à la dernière journée. L'entraîneur Mondher Kebaier se heurte à de vives critiques de la part des supporters. Cette fois l'adversaire de l'équipe est la Guinée équatoriale. Si les deux pays sont à égalité de points avant le dernier match, la Guinée équatoriale fait match nul (1-1) contre la Mauritanie tandis que la Tunisie assure la première place de son groupe avec une victoire (3-1) sur la Zambie, la qualification pour les barrages étant obtenue le 16 novembre, la Tunisie concluant les matchs de poule avec quatre victoires, un nul et une défaite.
Lors des trois matchs qui se déroulent au stade olympique de Radès, tous se jouent sans la présence du public en raison du protocole sanitaire de la pandémie de Covid-19, notamment le match de la dernière journée contre la Zambie, auquel le public devait assister avant le refus de la Confédération africaine de football.
| Rang | Équipe             | Pts | J | G | N | P | Bp | Bc | Diff |  | Résultats (▼ dom., ► ext.) |     |     |     |     |
| ---- | ------------------ | --- | - | - | - | - | -- | -- | ---- |  | -------------------------- | --- | --- | --- | --- |
| 1    | Tunisie            | 13  | 6 | 4 | 1 | 1 | 11 | 2  | +9   |  | Tunisie                    |     | 3-0 | 3-1 | 3-0 |
| 2    | Guinée équatoriale | 11  | 6 | 3 | 2 | 1 | 6  | 5  | +1   |  | Guinée équatoriale         | 1-0 |     | 2-0 | 1-0 |
| 3    | Zambie             | 7   | 6 | 2 | 1 | 3 | 8  | 9  | -1   |  | Zambie                     | 0-2 | 1-1 |     | 4-0 |
| 4    | Mauritanie         | 2   | 6 | 0 | 2 | 4 | 2  | 11 | -9   |  | Mauritanie                 | 0-0 | 1-1 | 1-2 |     |

     Qualifiée pour la troisième tour.
| 1re journée                  | Tunisie                                    | 3 – 0   | Guinée équatoriale |                                                                              |                                                                              |
| 3 septembre 2021 20h00 UTC+1 | Bronn 54e · Skhiri 78e · Khazri 82e (pen.) | (0 – 0) |                    | Stade olympique, Radès Spectateurs : 0 (Huis clos) Arbitrage : Daniel Laryéa | Stade olympique, Radès Spectateurs : 0 (Huis clos) Arbitrage : Daniel Laryéa |
| 3 septembre 2021 20h00 UTC+1 | Rapport                                    |         |                    | Stade olympique, Radès Spectateurs : 0 (Huis clos) Arbitrage : Daniel Laryéa | Stade olympique, Radès Spectateurs : 0 (Huis clos) Arbitrage : Daniel Laryéa |

| 2e journée                   | Zambie  | 0 – 2   | Tunisie                              |                                                                                |                                                                                |
| 7 septembre 2021 15h00 UTC+2 |         | (0 – 1) | Khazri 8e (pen.) · Ben Slimane 90+2e | Stade Levy Mwanawasa, Ndola Spectateurs : 5 000 Arbitrage : Eric Otogo-Castane | Stade Levy Mwanawasa, Ndola Spectateurs : 5 000 Arbitrage : Eric Otogo-Castane |
| 7 septembre 2021 15h00 UTC+2 | Rapport |         |                                      | Stade Levy Mwanawasa, Ndola Spectateurs : 5 000 Arbitrage : Eric Otogo-Castane | Stade Levy Mwanawasa, Ndola Spectateurs : 5 000 Arbitrage : Eric Otogo-Castane |

| 3e journée                 | Tunisie                              | 3 – 0   | Mauritanie |                                                                               |                                                                               |
| 7 octobre 2021 20h00 UTC+1 | Skhiri 15e · Khazri 42e · Jaziri 86e | (2 – 0) |            | Stade olympique, Radès Spectateurs : 0 (Huis clos) Arbitrage : Bamlak Tessema | Stade olympique, Radès Spectateurs : 0 (Huis clos) Arbitrage : Bamlak Tessema |
| 7 octobre 2021 20h00 UTC+1 | Rapport                              |         |            | Stade olympique, Radès Spectateurs : 0 (Huis clos) Arbitrage : Bamlak Tessema | Stade olympique, Radès Spectateurs : 0 (Huis clos) Arbitrage : Bamlak Tessema |

| 4e journée                  | Mauritanie | 0 – 0   | Tunisie |                                                                             |                                                                             |
| 10 octobre 2021 19h00 UTC±0 |            | (0 – 0) |         | Stade olympique, Nouakchott Spectateurs : 500 Arbitrage : Mehdi Abid Charef | Stade olympique, Nouakchott Spectateurs : 500 Arbitrage : Mehdi Abid Charef |
| 10 octobre 2021 19h00 UTC±0 | Rapport    |         |         | Stade olympique, Nouakchott Spectateurs : 500 Arbitrage : Mehdi Abid Charef | Stade olympique, Nouakchott Spectateurs : 500 Arbitrage : Mehdi Abid Charef |

| 5e journée                   | Guinée équatoriale | 1 – 0   | Tunisie |                                                                             |                                                                             |
| 13 novembre 2021 17h00 UTC+1 | Ganet 83e          | (0 – 0) |         | Nuevo Estadio de Malabo, Malabo Spectateurs : 500 Arbitrage : Boubou Traoré | Nuevo Estadio de Malabo, Malabo Spectateurs : 500 Arbitrage : Boubou Traoré |
| 13 novembre 2021 17h00 UTC+1 | Rapport            |         |         | Nuevo Estadio de Malabo, Malabo Spectateurs : 500 Arbitrage : Boubou Traoré | Nuevo Estadio de Malabo, Malabo Spectateurs : 500 Arbitrage : Boubou Traoré |

| 6e journée                   | Tunisie                                 | 3 – 1   | Zambie     |                                                                                          |                                                                                          |
| 16 novembre 2021 20h00 UTC+1 | Laïdouni 18e · Dräger 31e · Maaloul 43e | (3 – 0) | Sakala 80e | Stade olympique, Radès Spectateurs : 0 (Huis clos) Arbitrage : Pacifique Ndabihawenimana | Stade olympique, Radès Spectateurs : 0 (Huis clos) Arbitrage : Pacifique Ndabihawenimana |
| 16 novembre 2021 20h00 UTC+1 | Rapport                                 |         |            | Stade olympique, Radès Spectateurs : 0 (Huis clos) Arbitrage : Pacifique Ndabihawenimana | Stade olympique, Radès Spectateurs : 0 (Huis clos) Arbitrage : Pacifique Ndabihawenimana |

#### Troisième tour: vainqueur de la double confrontation face au Mali

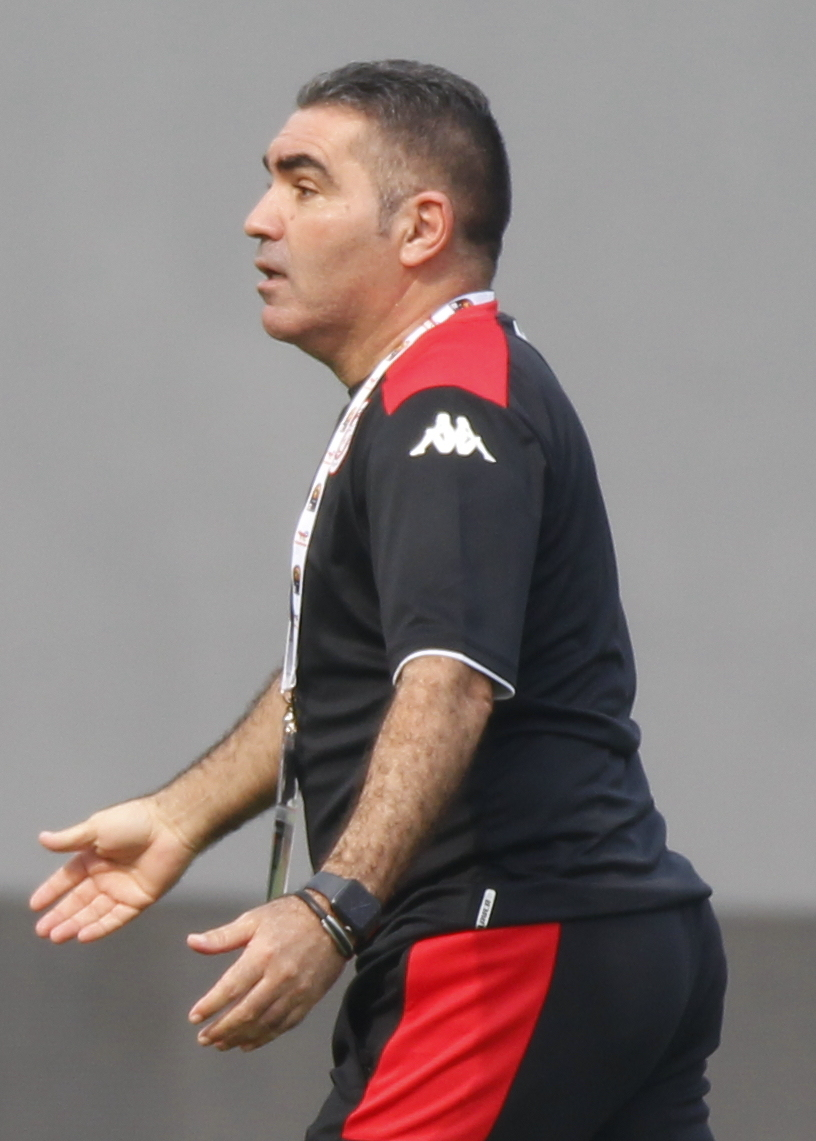
Jalel Kadri a mené l'équipe lors du troisième tour de qualification et de la phase finale.

Les rencontres sont à élimination directe en matchs aller-retour. Les cinq vainqueurs des confrontations sont qualifiés pour la Coupe du monde 2022 au Qatar. Le tirage au sort du troisième tour, initialement prévu le 18 décembre, a lieu le 22 janvier 2022 à Douala, durant la coupe d'Afrique des nations 2021.
Mondher Kebaier est limogé à la suite de l'élimination de la Tunisie en quart de finale lors de la coupe d'Afrique des nations et remplacé par Jalel Kadri. Lors du match aller au stade du 26-Mars à Bamako, la Tunisie l'emporte 1-0 grâce au but contre son camp par Moussa Sissako sur la pression de Msakni. Quant au match retour au stade olympique de Radès, devant 50 000 spectateurs, il se solde par un nul (0-0), si bien que l'équipe se qualifie pour la coupe du monde pour la sixième fois de son histoire.
| Équipe  | Aller | Total | Retour | Équipe |
| ------- | ----- | ----- | ------ | ------ |
| Tunisie | 1 - 0 | 1 - 0 | 0 - 0  | Mali   |

| Aller                  | Mali           | 0 – 1   | Tunisie           | | |
| 25 mars 2022 18h00 WAT |                | (0 – 1) | 36e (csc) Sissako | Stade du 26-Mars Bamako, Mali Arbitrage : Bamlak Tessema Weyesa Arbitres assistants : Ibrahim Abdallah Samuel Pwadutakam Quatrième arbitre : Ahmad Imtehaz Heeralall (de) | Stade du 26-Mars Bamako, Mali Arbitrage : Bamlak Tessema Weyesa Arbitres assistants : Ibrahim Abdallah Samuel Pwadutakam Quatrième arbitre : Ahmad Imtehaz Heeralall (de) |
| 25 mars 2022 18h00 WAT | Rapport (FIFA) |         |                   | Stade du 26-Mars Bamako, Mali Arbitrage : Bamlak Tessema Weyesa Arbitres assistants : Ibrahim Abdallah Samuel Pwadutakam Quatrième arbitre : Ahmad Imtehaz Heeralall (de) | Stade du 26-Mars Bamako, Mali Arbitrage : Bamlak Tessema Weyesa Arbitres assistants : Ibrahim Abdallah Samuel Pwadutakam Quatrième arbitre : Ahmad Imtehaz Heeralall (de) |

| Retour                 | Tunisie        | 0 – 0   | Mali | | |
| 29 mars 2022 20h30 WAT |                | (0 – 0) |      | Stade olympique, Radès Spectateurs : 50 000 Arbitrage : Maguette N'Diaye Arbitres assistants : Djibril Camara El Hadji Samba Quatrième arbitre : Issa Sy | Stade olympique, Radès Spectateurs : 50 000 Arbitrage : Maguette N'Diaye Arbitres assistants : Djibril Camara El Hadji Samba Quatrième arbitre : Issa Sy |
| 29 mars 2022 20h30 WAT | Rapport (FIFA) |         |      | Stade olympique, Radès Spectateurs : 50 000 Arbitrage : Maguette N'Diaye Arbitres assistants : Djibril Camara El Hadji Samba Quatrième arbitre : Issa Sy | Stade olympique, Radès Spectateurs : 50 000 Arbitrage : Maguette N'Diaye Arbitres assistants : Djibril Camara El Hadji Samba Quatrième arbitre : Issa Sy |

### Statistiques

#### Statistiques générales
| Adversaires        | J | G | N | P | Bp | Bc | Diff |
| ------------------ | - | - | - | - | -- | -- | ---- |
| Guinée équatoriale | 2 | 1 | 0 | 1 | 3  | 1  | +2   |
| Mauritanie         | 2 | 1 | 1 | 0 | 3  | 0  | +3   |
| Mali               | 2 | 2 | 0 | 0 | 1  | 0  | +1   |
| Zambie             | 2 | 1 | 1 | 0 | 5  | 1  | +4   |
| Total              | 8 | 5 | 2 | 1 | 12 | 2  | +10  |

| MJ | Joueurs                                                                                       |
| -- | --------------------------------------------------------------------------------------------- |
| 8  | Ali Maaloul, Aïssa Laïdouni                                                                   |
| 7  | Mohamed Ali Ben Romdhane, Seifeddine Jaziri                                                   |
| 6  | Farouk Ben Mustapha, Dylan Bronn, Montassar Talbi, Anis Ben Slimane, Naïm Sliti, Wahbi Khazri |
| 5  | Ellyes Skhiri, Ferjani Sassi, Yassine Meriah                                                  |
| 4  | Hamza Mathlouthi, Ghailene Chaalali, Hamza Rafia, Fakhreddine Ben Youssef, Youssef Msakni     |
| 3  | Wajdi Kechrida, Mohamed Dräger, Saîf-Eddine Khaoui                                            |
| 2  | Béchir Ben Saïd, Nader Ghandri, Saad Bguir, Taha Yassine Khenissi                             |
| 1  | Bilel Ifa, Hannibal Mejbri, Mortadha Ben Ouanes, Sebastian Tounekti                           |

| Buts    | Joueurs           | Adversaires                            |
| ------- | ----------------- | -------------------------------------- |
| 3       | Wahbi Khazri      | Guinée équatoriale, Zambie, Mauritanie |
| 2       | Ellyes Skhiri     | Guinée équatoriale, Mauritanie         |
| 1       | Seifeddine Jaziri | Mauritanie                             |
| 1       | Aïssa Laïdouni    | Zambie                                 |
| 1       | Ali Maaloul       | Zambie                                 |
| 1       | Anis Ben Slimane  | Zambie                                 |
| 1       | Dylan Bronn       | Guinée équatoriale                     |
| 1       | Mohamed Dräger    | Zambie                                 |
| 1 (csc) | Moussa Sissako    | Mali                                   |

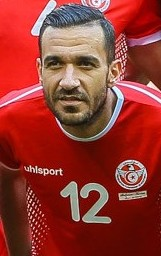
Ali Maaloul a joué huit matchs durant la qualification.
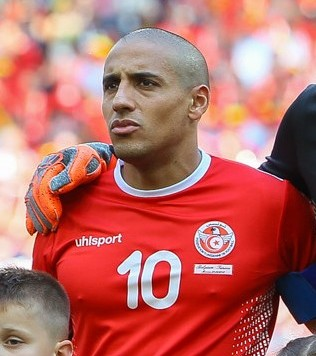
Wahbi Khazri marque trois buts durant la qualification.

#### Convoqués sans participation
- Aymen Dahmen
- Ali Jemal
- Mouez Hassen
- Ali Abdi
- Moataz Zemzemi
- Oussama Haddadi
- Issam Jebali

## Préparation

### Tirage au sort
Le tirage au sort de la phase finale de la coupe du monde 2022 a lieu le 1er avril 2022 au Centre des expositions de Doha. La Tunisie est assignée au pot 3 et pourrait être tirée au sort contre le Brésil, la France, championne en titre, l'Allemagne ou le pays hôte, le Qatar. La Tunisie rencontre la France, le Danemark et l'Australie dans le groupe D.
Les Tunisiens n'ont marqué contre aucune de ces équipes lors de leurs précédentes apparitions en coupe du monde. Il y a eu quatre matchs amicaux contre la France, soit deux nuls et deux défaites, et les Tunisiens ont affronté l'équipe de France B à deux reprises aux Jeux méditerranéens, gagnant et perdant une fois. Ils ont perdu contre le Danemark aux Jeux olympiques d'été de 1960 et en préparation de la coupe du monde 2002, ; ils ont aussi perdu contre l'Australie lors d'un match amical et ont remporté la coupe des confédérations 2005.

### Matchs de préparation
Les préparatifs commencent tôt, puisque l'équipe dispute deux matchs des éliminatoires de la coupe d'Afrique des nations 2023, le premier contre la Guinée équatoriale à Radès (victoire 4-0) et le second contre le Botswana à Francistown (nul 0-0). Par la suite, l'équipe est appelée à disputer la coupe Kirin au Japon du 10 au 14 juin 2022, avec la participation de trois autres équipes : le Japon, le Chili et le Ghana. En demi-finale, la Tunisie bat le Chili (2-0) et puis le Japon (3-0) et remporte ainsi le titre pour la première fois,. Ferjani Sassi est nommé meilleur joueur du tournoi, tandis que son compatriote Issam Jebali termine meilleur buteur avec deux buts.
Après cela, l'équipe joue deux matchs amicaux : le premier contre les Comores, qui se termine par une victoire (1-0), et le second qui se termine par une lourde défaite contre le Brésil (5-1). Les Aigles de Carthage terminent leurs préparations par une victoire contre l'Iran sur un score de (2-0) quelques jours avant la compétition, le match n'étant pas diffusé et se déroulant à huis clos sur demande de la fédération iranienne.
| QCAN 2023               | Tunisie                                 | 4 - 0 | Guinée équatoriale |                                                                       |                                                                       |
| 2 juin 2022 20h00 UTC+1 | Sliti 56e · Jaziri 77e · Msakni 80e 85e |       |                    | Stade olympique de Radès, Radès Arbitrage : Pacifique Ndabihawenimana | Stade olympique de Radès, Radès Arbitrage : Pacifique Ndabihawenimana |

| QCAN 2023               | Botswana | 0 - 0 | Tunisie |                                                                            |                                                                            |
| 5 juin 2022 15h00 UTC+2 |          |       |         | Obed Itani Chilume Stadium (en), Francistown Arbitrage : Mohamed Athoumani | Obed Itani Chilume Stadium (en), Francistown Arbitrage : Mohamed Athoumani |

| Coupe Kirin 2022         | Chili   | 0 - 2   | Tunisie                         | | |
| 10 juin 2022 15h15 UTC+9 |         | (0 - 1) | 41e Abdi ( Dräger) · 89e Jebali | Stade du parc Misaki, Kobe Spectateurs : 4 973(en) « Chile vs Tunisia », sur globalsportsarchive.com (consulté le 29 août 2022). Arbitrage : Tanimoto Ryo | Stade du parc Misaki, Kobe Spectateurs : 4 973(en) « Chile vs Tunisia », sur globalsportsarchive.com (consulté le 29 août 2022). Arbitrage : Tanimoto Ryo |
| 10 juin 2022 15h15 UTC+9 | Rapport |         |                                 | Stade du parc Misaki, Kobe Spectateurs : 4 973(en) « Chile vs Tunisia », sur globalsportsarchive.com (consulté le 29 août 2022). Arbitrage : Tanimoto Ryo | Stade du parc Misaki, Kobe Spectateurs : 4 973(en) « Chile vs Tunisia », sur globalsportsarchive.com (consulté le 29 août 2022). Arbitrage : Tanimoto Ryo |

| Coupe Kirin 2022         | Japon   | 0 - 3   | Tunisie                                                              | | |
| 14 juin 2022 18h55 UTC+9 |         | (0 - 0) | 55e (pen.) Ben Romdhane · 76e Ferjani Sassi ( Msakni) · 90+3e Jebali | Stade de football de Suita, Suita Spectateurs : 31 292(en) « Japan vs Tunisia », sur globalsportsarchive.com (consulté le 29 août 2022). Arbitrage : Ahmed Darwish | Stade de football de Suita, Suita Spectateurs : 31 292(en) « Japan vs Tunisia », sur globalsportsarchive.com (consulté le 29 août 2022). Arbitrage : Ahmed Darwish |
| 14 juin 2022 18h55 UTC+9 | Rapport |         |                                                                      | Stade de football de Suita, Suita Spectateurs : 31 292(en) « Japan vs Tunisia », sur globalsportsarchive.com (consulté le 29 août 2022). Arbitrage : Ahmed Darwish | Stade de football de Suita, Suita Spectateurs : 31 292(en) « Japan vs Tunisia », sur globalsportsarchive.com (consulté le 29 août 2022). Arbitrage : Ahmed Darwish |

| Match amical                  | Tunisie      | 1 - 0   | Comores |                                                                                  |                                                                                  |
| 22 septembre 2022 16h30 UTC+2 | Khenissi 59e | (0 - 0) |         | Stade omnisports du Chemin de ronde, Croissy-sur-Seine Arbitrage : Gabriel Henry | Stade omnisports du Chemin de ronde, Croissy-sur-Seine Arbitrage : Gabriel Henry |
| 22 septembre 2022 16h30 UTC+2 | Rapport      |         |         | Stade omnisports du Chemin de ronde, Croissy-sur-Seine Arbitrage : Gabriel Henry | Stade omnisports du Chemin de ronde, Croissy-sur-Seine Arbitrage : Gabriel Henry |

| Match amical                  | Brésil                                                             | 5 - 1 | Tunisie   |                                                  |                                                  |
| 22 septembre 2022 20h30 UTC+2 | Raphinha 11e 40e · Richarlison 19e · Neymar 29e (pen.) · Pedro 74e |       | Talbi 18e | Parc des Princes, Paris Arbitrage : Ruddy Buquet | Parc des Princes, Paris Arbitrage : Ruddy Buquet |
| 22 septembre 2022 20h30 UTC+2 | Rapport                                                            |       |           | Parc des Princes, Paris Arbitrage : Ruddy Buquet | Parc des Princes, Paris Arbitrage : Ruddy Buquet |

| Match amical                 | Iran    | 0 - 2 | Tunisie                     |                                |                                |
| 16 novembre 2022 15h00 UTC+2 |         |       | Sliti 62e (pen.) · Abdi 69e | Stade Ahmad-ben-Ali, Al Rayyan | Stade Ahmad-ben-Ali, Al Rayyan |
| 16 novembre 2022 15h00 UTC+2 | Rapport |       |                             | Stade Ahmad-ben-Ali, Al Rayyan | Stade Ahmad-ben-Ali, Al Rayyan |

## Stades
| Al Wakrah            | [[Fichier:Qatar adm location map.svg\|450px\|{{#if:\|{{{alt}}}\|Équipe de Tunisie de football à la Coupe du monde 2022 est dans la page Qatar.]]Al-Wakrah Al Rayyan |
| -------------------- | --- |
| Stade Al-Janoub      | [[Fichier:Qatar adm location map.svg\|450px\|{{#if:\|{{{alt}}}\|Équipe de Tunisie de football à la Coupe du monde 2022 est dans la page Qatar.]]Al-Wakrah Al Rayyan |
| Capacité : 45 120    | [[Fichier:Qatar adm location map.svg\|450px\|{{#if:\|{{{alt}}}\|Équipe de Tunisie de football à la Coupe du monde 2022 est dans la page Qatar.]]Al-Wakrah Al Rayyan |
| sans cadre           | [[Fichier:Qatar adm location map.svg\|450px\|{{#if:\|{{{alt}}}\|Équipe de Tunisie de football à la Coupe du monde 2022 est dans la page Qatar.]]Al-Wakrah Al Rayyan |
| Al Rayyan            | [[Fichier:Qatar adm location map.svg\|450px\|{{#if:\|{{{alt}}}\|Équipe de Tunisie de football à la Coupe du monde 2022 est dans la page Qatar.]]Al-Wakrah Al Rayyan |
| Stade Education City | [[Fichier:Qatar adm location map.svg\|450px\|{{#if:\|{{{alt}}}\|Équipe de Tunisie de football à la Coupe du monde 2022 est dans la page Qatar.]]Al-Wakrah Al Rayyan |
| Capacité : 45 000    | [[Fichier:Qatar adm location map.svg\|450px\|{{#if:\|{{{alt}}}\|Équipe de Tunisie de football à la Coupe du monde 2022 est dans la page Qatar.]]Al-Wakrah Al Rayyan |
| sans cadre           | [[Fichier:Qatar adm location map.svg\|450px\|{{#if:\|{{{alt}}}\|Équipe de Tunisie de football à la Coupe du monde 2022 est dans la page Qatar.]]Al-Wakrah Al Rayyan |

## Équipe

### Effectif
L'effectif de Tunisie est dévoilé le 14 novembre 2022.
| Numéro / Nom       | Numéro / Nom             | Club            | Date de naissance et âge*  | J.              | Buts            |                 |                 |                 |
| Gardiens de but    | Gardiens de but          | Gardiens de but | Gardiens de but            | Gardiens de but | Gardiens de but | Gardiens de but | Gardiens de but | Gardiens de but |
| ------------------ | ------------------------ | --------------- | -------------------------- | --------------- | --------------- | --------------- | --------------- | --------------- |
| 22                 | Béchir Ben Saïd          | US Monastir     | 29 novembre 1994 (27 ans)  | 0               | 0               | 0               | 0               | 0               |
| 16                 | Aymen Dahmen             | CS Sfax         | 28 janvier 1997 (25 ans)   | 3               | 0               | 0               | 0               | 0               |
| 26                 | Mouez Hassen             | Club africain   | 5 mars 1995 (27 ans)       | 0               | 0               | 0               | 0               | 0               |
| 01                 | Aymen Mathlouthi         | ES Sahel        | 14 septembre 1984 (38 ans) | 0               | 0               | 0               | 0               | 0               |
| Défenseurs         |                          |                 |                            |                 |                 |                 |                 |                 |
| 24                 | Ali Abdi                 | SM Caen         | 20 décembre 1993 (28 ans)  | 2               | 0               | 1               | 0               | 0               |
| 06                 | Dylan Bronn              | US Salernitana  | 19 juin 1995 (27 ans)      | 2               | 0               | 0               | 0               | 0               |
| 20                 | Mohamed Dräger           | FC Lucerne      | 25 juin 1996 (26 ans)      | 2               | 0               | 0               | 0               | 0               |
| 05                 | Nader Ghandri            | Club africain   | 18 février 1995 (27 ans)   | 2               | 0               | 0               | 0               | 0               |
| 02                 | Bilel Ifa                | Koweït SC       | 9 mars 1990 (32 ans)       | 0               | 0               | 0               | 0               | 0               |
| 21                 | Wajdi Kechrida           | Atromitos FC    | 5 novembre 1995 (27 ans)   | 1               | 0               | 1               | 0               | 0               |
| 12                 | Ali Maaloul              | Al Ahly SC      | 1er janvier 1990 (32 ans)  | 1               | 0               | 0               | 0               | 0               |
| 04                 | Yassine Meriah           | ES Tunis        | 2 juillet 1993 (29 ans)    | 3               | 0               | 0               | 0               | 0               |
| 03                 | Montassar Talbi          | FC Lorient      | 26 mai 1998 (24 ans)       | 3               | 0               | 0               | 0               | 0               |
| Milieux de terrain |                          |                 |                            |                 |                 |                 |                 |                 |
| 15                 | Mohamed Ali Ben Romdhane | ES Tunis        | 6 septembre 1999 (23 ans)  | 1               | 0               | 0               | 0               | 0               |
| 25                 | Anis Ben Slimane         | Brøndby IF      | 16 mars 2001 (21 ans)      | 2               | 0               | 0               | 0               | 0               |
| 18                 | Ghailene Chaalali        | ES Tunis        | 28 février 1994 (28 ans)   | 0               | 0               | 0               | 0               | 0               |
| 14                 | Aïssa Laïdouni           | Ferencváros TC  | 13 décembre 1996 (25 ans)  | 3               | 0               | 1               | 0               | 0               |
| 08                 | Hannibal Mejbri          | Birmingham City | 21 janvier 2003 (19 ans)   | 0               | 0               | 0               | 0               | 0               |
| 13                 | Ferjani Sassi            | Al-Duhail SC    | 18 mars 1992 (30 ans)      | 1               | 0               | 1               | 0               | 0               |
| 17                 | Ellyes Skhiri            | FC Cologne      | 10 mai 1995 (27 ans)       | 3               | 0               | 0               | 0               | 0               |
| Attaquants         |                          |                 |                            |                 |                 |                 |                 |                 |
| 19                 | Seifeddine Jaziri        | Zamalek SC      | 12 février 1993 (29 ans)   | 0               | 0               | 0               | 0               | 0               |
| 09                 | Issam Jebali             | OB Odense       | 25 décembre 1991 (30 ans)  | 2               | 0               | 0               | 0               | 0               |
| 10                 | Wahbi Khazri             | Montpellier HSC | 8 février 1991 (31 ans)    | 1               | 1               | 0               | 0               | 0               |
| 11                 | Taha Yassine Khenissi    | Koweït SC       | 4 juin 2001 (21 ans)       | 0               | 0               | 1               | 0               | 0               |
| 07                 | Youssef Msakni           | Al-Arabi SC     | 28 octobre 1990 (32 ans)   | 2               | 0               | 0               | 0               | 0               |
| 23                 | Naïm Sliti               | Al-Ettifaq FC   | 27 juillet 1992 (30 ans)   | 1               | 0               | 0               | 0               | 0               |
| Sélectionneur      |                          |                 |                            |                 |                 |                 |                 |                 |
|                    | Jalel Kadri              |                 | 14 décembre 1971 (50 ans)  |                 |                 |                 |                 |                 |

* NB : Les âges sont calculés au début de la Coupe du monde 2022, le 20 novembre 2022.

### Maillot
La société italienne Kappa dévoile l'uniforme de l'équipe nationale le 29 septembre 2022. Les décorations avant du maillot forment le bouclier du général carthaginois Hannibal Barca.
| Domicile | Extérieur | Gardien de but | Gardien de but |

## Compétition

### Résumé

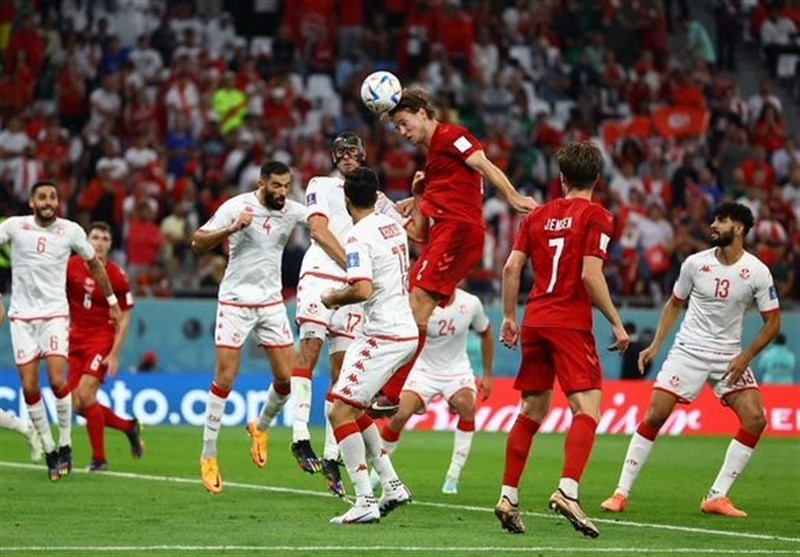
Tunisie-Danemark lors de la coupe du monde 2022.

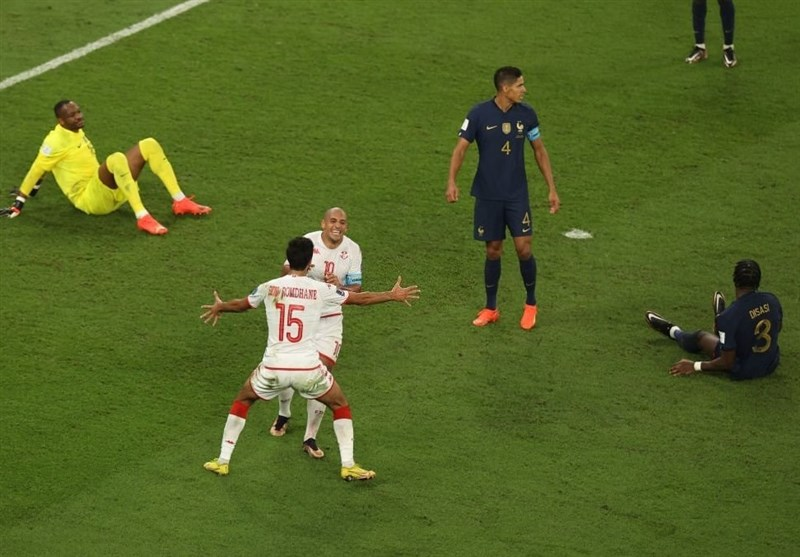
Wahbi Khazri célèbre son but contre la France.

Lors du premier match, Mohamed Dräger menace le but de l'adversaire, puis Issam Jebali domine Kasper Schmeichel, mais la situation est empêchée par un hors-jeu. À la 43e minute, Jebali se retrouve face à face avec Schmeichel après avoir heurté le but et tente de battre le gardien de but avec un tir en profondeur, mais celui-ci utilise ses pouces et repousse l'arrivée. Christian Eriksen effectue ensuite une tentative au-delà de la ligne de but, mais Aymen Dahmen s'illustre avec un arrêt. Dès le corner qui suit, Andreas Cornelius gâche une occasion en se retrouvant seul au deuxième poteau, mais sa tête ne fait que sceller la structure des buts. En raison de la domination ultérieure sur le ballon, malgré leurs efforts, les Danois ne peuvent pas trouver de solution face à la défense de la Tunisie, et le match se termine sur un score nul et vierge. Grâce à sa performance dans ce match, Aïssa Laïdouni reçoit le prix de l'homme du match.
Lors du deuxième match, l'équipe est conduite à une défaite 1-0 contre l'Australie, le cadre technique et les joueurs recevant des critiques en raison de la faiblesse du milieu de terrain et de l'attaque, ce qui réduit les chances de la Tunisie de se qualifier pour les huitièmes de finale. Lors du dernier match contre la France, championne du monde, Wahbi Khazri place la Tunisie en tête à la 58e minute avec un tir bas dans le coin inférieur droit. À ce stade, la Tunisie est en position de se qualifier dans le groupe. Cependant, deux minutes plus tard, l'Australie prend les devants face au Danemark dans l'autre match, ce qui exclue la Tunisie de la phase à élimination directe,.
Le capitaine Khazri remporte le prix de l'homme du match. Il s'agit de la première victoire de la Tunisie contre une équipe européenne en coupe du monde, et l'équipe a récolté le plus gros nombre des points (quatre points) en phase de groupes depuis sa première participation en 1978 (trois points). Dans ce contexte, Khazri prend sa retraite internationale, après 74 matchs au cours desquels il a marqué 25 buts.
|   | Équipe    | Pts | J | G | N | P | Bp | Bc | Diff |
| 1 | France    | 6   | 3 | 2 | 0 | 1 | 6  | 3  | +3   |
| 2 | Australie | 6   | 3 | 2 | 0 | 1 | 3  | 4  | -1   |
| 3 | Tunisie   | 4   | 3 | 1 | 1 | 1 | 1  | 1  | 0    |
| 4 | Danemark  | 1   | 3 | 0 | 1 | 2 | 1  | 3  | -2   |

| 6  | 22 novembre 2022 | Danemark  | 0 - 0 | Tunisie   |
| 5  | 22 novembre 2022 | France    | 4 - 1 | Australie |
| 21 | 26 novembre 2022 | Tunisie   | 0 - 1 | Australie |
| 23 | 26 novembre 2022 | France    | 2 - 1 | Danemark  |
| 37 | 30 novembre 2022 | Australie | 1 - 0 | Danemark  |
| 38 | 30 novembre 2022 | Tunisie   | 1 - 0 | France    |

### Danemark - Tunisie

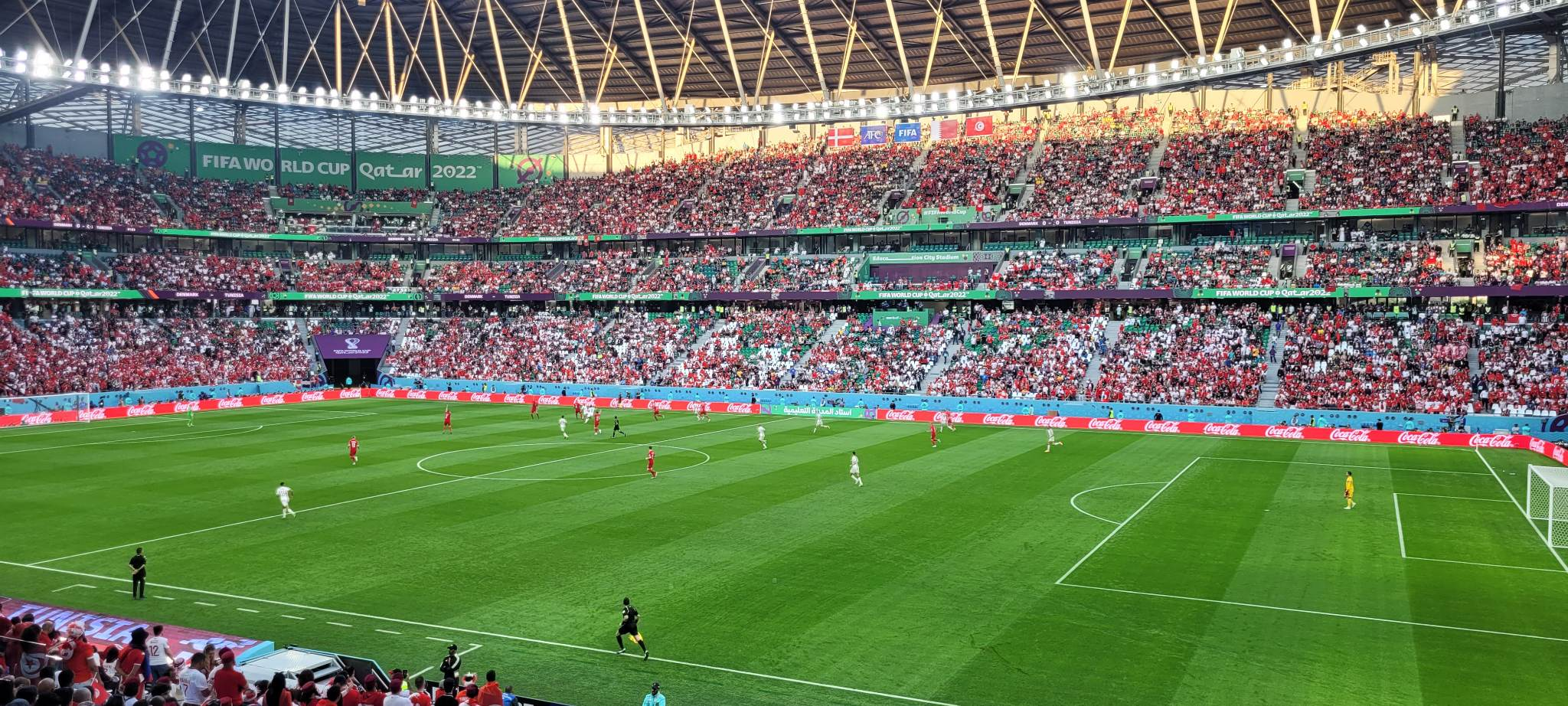
Tunisie face au Danemark.

Les deux équipes se sont affrontées deux fois, le plus récemment en 2002 avec une victoire (2-1) pour le Danemark lors d'un match amical. Lors du match, ce dernier n'est pas en mesure de capitaliser dans son match d'ouverture ; bien que la Tunisie n'ait pas réussi à marquer un seul but elle-même, elle réussit quand même à assurer son match sans problème, Aïssa Laïdouni devenant l'homme du match.
| Match 6                                                      | Danemark | 0 - 0   | Tunisie | Stade Education City, Al Rayyan                                                       |                                                                                       |
| 22 novembre 2022 · 16:00 (UTC+3) · Historique des rencontres |          | (0 - 0) |         | Spectateurs : 42 925 Arbitrage : César Arturo Ramos Arbitre vidéo : Fernando Guerrero | Spectateurs : 42 925 Arbitrage : César Arturo Ramos Arbitre vidéo : Fernando Guerrero |
| 22 novembre 2022 · 16:00 (UTC+3) · Historique des rencontres | Rapport  |         |         | Spectateurs : 42 925 Arbitrage : César Arturo Ramos Arbitre vidéo : Fernando Guerrero | Spectateurs : 42 925 Arbitrage : César Arturo Ramos Arbitre vidéo : Fernando Guerrero |

| Danemark | Tunisie |

| DANEMARK :      |    |                       |     |       |
|                 |    |                       |     |       |
| Gardien de but  | 01 | Kasper Schmeichel     |     |       |
|                 | 06 | Andreas Christensen   |     |       |
|                 | 04 | Simon Kjær            |     | 65e   |
|                 | 02 | Joachim Andersen      |     |       |
|                 | 05 | Joakim Mæhle          |     |       |
|                 | 23 | Pierre-Emile Højbjerg |     |       |
|                 | 10 | Christian Eriksen     |     |       |
|                 | 08 | Thomas Delaney        |     | 45+1e |
|                 | 13 | Rasmus Kristensen     | 24e |       |
|                 | 12 | Kasper Dolberg        |     | 65e   |
|                 | 11 | Andreas Skov Olsen    |     | 65e   |
| Remplaçants :   |    |                       |     |       |
|                 | 14 | Mikkel Damsgaard      |     | 45+1e |
|                 | 21 | Andreas Cornelius     |     | 65e   |
|                 | 07 | Mathias Jensen        | 78e | 65e   |
|                 | 25 | Jesper Lindstrøm      |     | 65e   |
| Sélectionneur : |    |                       |     |       |
| Kasper Hjulmand |    |                       |     |       |

| TUNISIE :       |    |                       |     |     |
|                 |    |                       |     |     |
| Gardien de but  | 16 | Aymen Dahmen          |     |     |
|                 | 06 | Dylan Bronn           |     |     |
|                 | 04 | Yassine Meriah        |     |     |
|                 | 03 | Montassar Talbi       |     |     |
|                 | 24 | Ali Abdi              |     |     |
|                 | 14 | Aïssa Laïdouni        |     | 88e |
|                 | 17 | Ellyes Skhiri         |     |     |
|                 | 20 | Mohamed Dräger        |     | 88e |
|                 | 07 | Youssef Msakni        |     | 80e |
|                 | 25 | Anis Ben Slimane      |     | 67e |
|                 | 09 | Issam Jebali          |     | 80e |
| Remplaçants :   |    |                       |     |     |
|                 | 23 | Naïm Sliti            |     | 67e |
|                 | 08 | Hannibal Mejbri       |     | 80e |
|                 | 11 | Taha Yassine Khenissi | 86e | 80e |
|                 | 21 | Wajdi Kechrida        |     | 88e |
|                 | 13 | Ferjani Sassi         |     | 88e |
| Sélectionneur : |    |                       |     |     |
| Jalel Kadri     |    |                       |     |     |

| Assistants : Alberto Morín Miguel Hernández Quatrième arbitre : Saíd Martínez Assistants arbitre vidéo : Armando Villarreal Gabriel Chade Juan Martínez Munuera Homme du Match : Aïssa Laïdouni |

### Tunisie - Australie

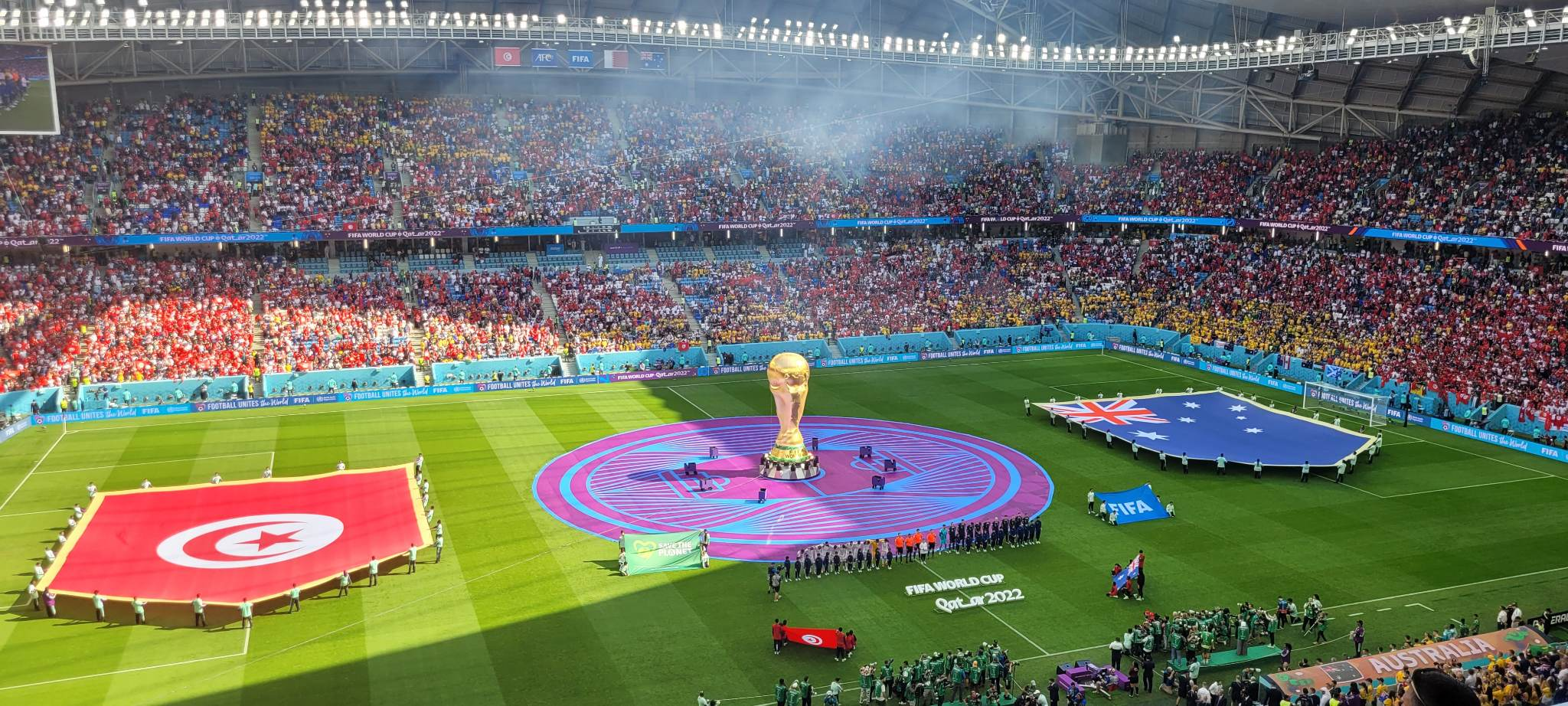
Équipes de Tunisie et d'Australie avant le match.

Les deux équipes se sont affrontées deux fois, la dernière fois lors d'une victoire (2-0) de la Tunisie à la coupe des confédérations 2005. Lors du match, l'Australie bat la Tunisie (1-0) à la suite d'une tête de Mitchell Duke à la 23e minute pour assurer sa première victoire dans un match de Coupe du monde depuis qu'elle a battu la Serbie (2-1) en 2010.
| Match 21                                                     | Tunisie | 0 - 1   | Australie | Stade Al-Janoub, Al Wakrah                                                      |                                                                                 |
| 26 novembre 2022 · 13:00 (UTC+3) · Historique des rencontres |         | (0 - 1) | 23e Duke  | Spectateurs : 41 823 Arbitrage : Daniel Siebert Arbitre vidéo : Bastian Dankert | Spectateurs : 41 823 Arbitrage : Daniel Siebert Arbitre vidéo : Bastian Dankert |
| 26 novembre 2022 · 13:00 (UTC+3) · Historique des rencontres | Rapport |         |           | Spectateurs : 41 823 Arbitrage : Daniel Siebert Arbitre vidéo : Bastian Dankert | Spectateurs : 41 823 Arbitrage : Daniel Siebert Arbitre vidéo : Bastian Dankert |

| Tunisie | Australie |

| TUNISIE :       |    |                       |       |     |
|                 |    |                       |       |     |
| Gardien de but  | 16 | Aymen Dahmen          |       |     |
|                 | 03 | Montassar Talbi       |       |     |
|                 | 04 | Yassine Meriah        |       |     |
|                 | 06 | Dylan Bronn           |       | 73e |
|                 | 24 | Ali Abdi              | 65e   |     |
|                 | 14 | Aïssa Laïdouni        | 26e   | 67e |
|                 | 17 | Ellyes Skhiri         |       |     |
|                 | 20 | Mohamed Dräger        |       | 46e |
|                 | 07 | Youssef Msakni        |       |     |
|                 | 09 | Issam Jebali          |       | 73e |
|                 | 23 | Naïm Sliti            |       |     |
| Remplaçants :   |    |                       |       |     |
|                 | 13 | Ferjani Sassi         | 90+3e | 46e |
|                 | 10 | Wahbi Khazri          |       | 67e |
|                 | 11 | Taha Yassine Khenissi |       | 73e |
|                 | 21 | Wajdi Kechrida        |       | 73e |
| Sélectionneur : |    |                       |       |     |
| Jalel Kadri     |    |                       |       |     |

| AUSTRALIE :     |    |                |  |     |
|                 |    |                |  |     |
| Gardien de but  | 01 | Mathew Ryan    |  |     |
|                 | 16 | Aziz Behich    |  |     |
|                 | 04 | Kye Rowles     |  |     |
|                 | 19 | Harry Souttar  |  |     |
|                 | 05 | Fran Karačić   |  | 75e |
|                 | 23 | Craig Goodwin  |  | 85e |
|                 | 13 | Aaron Mooy     |  |     |
|                 | 22 | Jackson Irvine |  |     |
|                 | 07 | Mathew Leckie  |  | 85e |
|                 | 14 | Riley McGree   |  | 64e |
|                 | 15 | Mitchell Duke  |  | 64e |
| Remplaçants :   |    |                |  |     |
|                 | 09 | Jamie Maclaren |  | 64e |
|                 | 10 | Ajdin Hrustić  |  | 64e |
|                 | 02 | Miloš Degenek  |  | 75e |
|                 | 26 | Keanu Baccus   |  | 85e |
|                 | 11 | Awer Mabil     |  | 85e |
| Sélectionneur : |    |                |  |     |
| Graham Arnold   |    |                |  |     |

| Assistants : Rafael Foltyn Jan Seidel Quatrième arbitre : Saíd Martínez Assistants arbitre vidéo : Marco Fritz Corey Parker Pol van Boekel Homme du Match : Mitchell Duke |

### Tunisie - France
Les deux équipes se sont affrontées quatre fois, le plus récemment en 2010 avec un match amical qui se conclut sur un nul (1-1). Lors du match, Wahbi Khazri place la Tunisie en tête à la 58e minute avec un tir bas dans le coin inférieur droit. À ce stade, la sélection est en position de se qualifier dans le groupe. Cependant, deux minutes plus tard, l'Australie prend les devants contre le Danemark dans l'autre match qui se déroule au même moment, ce qui place la Tunisie en dehors de sa position de qualification. Dans le temps additionnel, Antoine Griezmann égalise (1-1) avec une volée mais le but est exclu par VAR pour hors-jeu. L'Australie bat ensuite le Danemark, ce qui signifie que la Tunisie termine troisième du groupe et ne réussit pas à se qualifier pour la phase à élimination directe pour la sixième Coupe du monde consécutive.
| Match 38                                                     | Tunisie                | 1 - 0   | France | Stade Education City, Al Rayyan                                                  |                                                                                  |
| 30 novembre 2022 · 18:00 (UTC+3) · Historique des rencontres | ( Laïdouni) Khazri 58e | (0 - 0) |        | Spectateurs : 43 627 Arbitrage : Matthew Conger Arbitre vidéo : Abdulla Al-Marri | Spectateurs : 43 627 Arbitrage : Matthew Conger Arbitre vidéo : Abdulla Al-Marri |
| 30 novembre 2022 · 18:00 (UTC+3) · Historique des rencontres | Rapport                |         |        | Spectateurs : 43 627 Arbitrage : Matthew Conger Arbitre vidéo : Abdulla Al-Marri | Spectateurs : 43 627 Arbitrage : Matthew Conger Arbitre vidéo : Abdulla Al-Marri |

| Tunisie | France |

| TUNISIE :       |    |                          |     |     |
|                 |    |                          |     |     |
| Gardien de but  | 16 | Aymen Dahmen             |     |     |
|                 | 03 | Montassar Talbi          |     |     |
|                 | 04 | Yassine Meriah           |     |     |
|                 | 05 | Nader Ghandri            |     |     |
|                 | 12 | Ali Maaloul              |     |     |
|                 | 14 | Aïssa Laïdouni           |     |     |
|                 | 17 | Ellyes Skhiri            |     |     |
|                 | 21 | Wajdi Kechrida           | 28e |     |
|                 | 15 | Mohamed Ali Ben Romdhane |     | 74e |
|                 | 10 | Wahbi Khazri             |     | 60e |
|                 | 25 | Anis Ben Slimane         |     | 83e |
| Remplaçants :   |    |                          |     |     |
|                 | 09 | Issam Jebali             |     | 60e |
|                 | 18 | Ghailene Chaalali        |     | 74e |
|                 | 24 | Ali Abdi                 |     | 83e |
| Sélectionneur : |    |                          |     |     |
| Jalel Kadri     |    |                          |     |     |

| FRANCE :         |    |                     |  |     |
|                  |    |                     |  |     |
| Gardien de but   | 16 | Steve Mandanda      |  |     |
|                  | 25 | Eduardo Camavinga   |  |     |
|                  | 04 | Raphaël Varane      |  | 63e |
|                  | 24 | Ibrahima Konaté     |  |     |
|                  | 03 | Axel Disasi         |  |     |
|                  | 13 | Youssouf Fofana     |  | 73e |
|                  | 08 | Aurélien Tchouaméni |  |     |
|                  | 20 | Kingsley Coman      |  | 63e |
|                  | 15 | Jordan Veretout     |  | 63e |
|                  | 06 | Mattéo Guendouzi    |  | 79e |
|                  | 12 | Randal Kolo Muani   |  |     |
| Remplaçants :    |    |                     |  |     |
|                  | 17 | William Saliba      |  | 63e |
|                  | 10 | Kylian Mbappé       |  | 63e |
|                  | 14 | Adrien Rabiot       |  | 63e |
|                  | 07 | Antoine Griezmann   |  | 73e |
|                  | 11 | Ousmane Dembélé     |  | 79e |
| Sélectionneur :  |    |                     |  |     |
| Didier Deschamps |    |                     |  |     |

| Assistants : Mark Rule Tevita Makasini Quatrième arbitre : Salima Mukansanga Assistants arbitre vidéo : Muhammad Bin Jahari Taleb Al-Marri Fernando Guerrero Ramírez Homme du Match : Wahbi Khazri |

## Statistiques

### Temps de jeu
| Joueur                   | |    |    | TT | But inscrit | Passe décisive | MJ | MT | Légende |
| ------------------------ | --- | -- | -- | -- | ----------- | -------------- | -- | -- | ------- |
| Gardiens                 | Abréviations et symboles : · TT : Total de minutes jouées · MJ : Nombre de matchs joués · MT : Matchs joués en tant que titulaire · : but · : passe décisive · : joueur entré · : joueur remplacé · : capitaine · : carton jaune · : carton rouge · |    |    |    |             |                |    |    |         |
| Aymen Mathlouthi         | Abréviations et symboles : · TT : Total de minutes jouées · MJ : Nombre de matchs joués · MT : Matchs joués en tant que titulaire · : but · : passe décisive · : joueur entré · : joueur remplacé · : capitaine · : carton jaune · : carton rouge · | -  | -  | -  | -           | -              | -  | 0  | 0       |
| Aymen Dahmen             | Abréviations et symboles : · TT : Total de minutes jouées · MJ : Nombre de matchs joués · MT : Matchs joués en tant que titulaire · : but · : passe décisive · : joueur entré · : joueur remplacé · : capitaine · : carton jaune · : carton rouge · | 90 | 90 | 90 | 270         | -              | -  | 3  | 3       |
| Béchir Ben Saïd          | Abréviations et symboles : · TT : Total de minutes jouées · MJ : Nombre de matchs joués · MT : Matchs joués en tant que titulaire · : but · : passe décisive · : joueur entré · : joueur remplacé · : capitaine · : carton jaune · : carton rouge · | -  | -  | -  | -           | -              | -  | 0  | 0       |
| Mouez Hassen             | Abréviations et symboles : · TT : Total de minutes jouées · MJ : Nombre de matchs joués · MT : Matchs joués en tant que titulaire · : but · : passe décisive · : joueur entré · : joueur remplacé · : capitaine · : carton jaune · : carton rouge · | -  | -  | -  | -           | -              | -  | 0  | 0       |
| Défenseurs               | Abréviations et symboles : · TT : Total de minutes jouées · MJ : Nombre de matchs joués · MT : Matchs joués en tant que titulaire · : but · : passe décisive · : joueur entré · : joueur remplacé · : capitaine · : carton jaune · : carton rouge · |    |    |    |             |                |    |    |         |
| Bilel Ifa                | Abréviations et symboles : · TT : Total de minutes jouées · MJ : Nombre de matchs joués · MT : Matchs joués en tant que titulaire · : but · : passe décisive · : joueur entré · : joueur remplacé · : capitaine · : carton jaune · : carton rouge · | -  | -  | -  | -           | -              | -  | 0  | 0       |
| Montassar Talbi          | Abréviations et symboles : · TT : Total de minutes jouées · MJ : Nombre de matchs joués · MT : Matchs joués en tant que titulaire · : but · : passe décisive · : joueur entré · : joueur remplacé · : capitaine · : carton jaune · : carton rouge · | 90 | 90 | 90 | 270         | -              | -  | 3  | 3       |
| Yassine Meriah           | Abréviations et symboles : · TT : Total de minutes jouées · MJ : Nombre de matchs joués · MT : Matchs joués en tant que titulaire · : but · : passe décisive · : joueur entré · : joueur remplacé · : capitaine · : carton jaune · : carton rouge · | 90 | 90 | 90 | 270         | -              | -  | 3  | 3       |
| Nader Ghandri            | Abréviations et symboles : · TT : Total de minutes jouées · MJ : Nombre de matchs joués · MT : Matchs joués en tant que titulaire · : but · : passe décisive · : joueur entré · : joueur remplacé · : capitaine · : carton jaune · : carton rouge · | -  | -  | 90 | 90          | -              | -  | 1  | 1       |
| Dylan Bronn              | Abréviations et symboles : · TT : Total de minutes jouées · MJ : Nombre de matchs joués · MT : Matchs joués en tant que titulaire · : but · : passe décisive · : joueur entré · : joueur remplacé · : capitaine · : carton jaune · : carton rouge · | 90 | 73 | -  | 163         | -              | -  | 2  | 2       |
| Ali Maaloul              | Abréviations et symboles : · TT : Total de minutes jouées · MJ : Nombre de matchs joués · MT : Matchs joués en tant que titulaire · : but · : passe décisive · : joueur entré · : joueur remplacé · : capitaine · : carton jaune · : carton rouge · | -  | -  | 90 | 90          | -              | -  | 1  | 1       |
| Mohamed Dräger           | Abréviations et symboles : · TT : Total de minutes jouées · MJ : Nombre de matchs joués · MT : Matchs joués en tant que titulaire · : but · : passe décisive · : joueur entré · : joueur remplacé · : capitaine · : carton jaune · : carton rouge · | 88 | 46 | -  | 134         | -              | -  | 2  | 2       |
| Wajdi Kechrida           | Abréviations et symboles : · TT : Total de minutes jouées · MJ : Nombre de matchs joués · MT : Matchs joués en tant que titulaire · : but · : passe décisive · : joueur entré · : joueur remplacé · : capitaine · : carton jaune · : carton rouge · | 2  | 17 | 90 | 109         | -              | -  | 3  | 1       |
| Ali Abdi                 | Abréviations et symboles : · TT : Total de minutes jouées · MJ : Nombre de matchs joués · MT : Matchs joués en tant que titulaire · : but · : passe décisive · : joueur entré · : joueur remplacé · : capitaine · : carton jaune · : carton rouge · | 90 | 90 | 83 | 263         | -              | -  | 3  | 2       |
| Milieux                  | Abréviations et symboles : · TT : Total de minutes jouées · MJ : Nombre de matchs joués · MT : Matchs joués en tant que titulaire · : but · : passe décisive · : joueur entré · : joueur remplacé · : capitaine · : carton jaune · : carton rouge · |    |    |    |             |                |    |    |         |
| Hannibal Mejbri          | Abréviations et symboles : · TT : Total de minutes jouées · MJ : Nombre de matchs joués · MT : Matchs joués en tant que titulaire · : but · : passe décisive · : joueur entré · : joueur remplacé · : capitaine · : carton jaune · : carton rouge · | 10 | -  | -  | 10          | -              | -  | 1  | 0       |
| Ferjani Sassi            | Abréviations et symboles : · TT : Total de minutes jouées · MJ : Nombre de matchs joués · MT : Matchs joués en tant que titulaire · : but · : passe décisive · : joueur entré · : joueur remplacé · : capitaine · : carton jaune · : carton rouge · | 2  | 44 | -  | 46          | -              | -  | 2  | 0       |
| Aïssa Laïdouni           | Abréviations et symboles : · TT : Total de minutes jouées · MJ : Nombre de matchs joués · MT : Matchs joués en tant que titulaire · : but · : passe décisive · : joueur entré · : joueur remplacé · : capitaine · : carton jaune · : carton rouge · | 88 | 67 | 90 | 245         | -              | 1  | 3  | 3       |
| Mohamed Ali Ben Romdhane | Abréviations et symboles : · TT : Total de minutes jouées · MJ : Nombre de matchs joués · MT : Matchs joués en tant que titulaire · : but · : passe décisive · : joueur entré · : joueur remplacé · : capitaine · : carton jaune · : carton rouge · | -  | -  | 74 | 74          | -              | -  | 1  | 1       |
| Ellyes Skhiri            | Abréviations et symboles : · TT : Total de minutes jouées · MJ : Nombre de matchs joués · MT : Matchs joués en tant que titulaire · : but · : passe décisive · : joueur entré · : joueur remplacé · : capitaine · : carton jaune · : carton rouge · | 90 | 90 | 90 | 270         | -              | -  | 3  | 3       |
| Ghailene Chaalali        | Abréviations et symboles : · TT : Total de minutes jouées · MJ : Nombre de matchs joués · MT : Matchs joués en tant que titulaire · : but · : passe décisive · : joueur entré · : joueur remplacé · : capitaine · : carton jaune · : carton rouge · | -  | -  | 74 | 74          | -              | -  | 1  | 0       |
| Anis Ben Slimane         | Abréviations et symboles : · TT : Total de minutes jouées · MJ : Nombre de matchs joués · MT : Matchs joués en tant que titulaire · : but · : passe décisive · : joueur entré · : joueur remplacé · : capitaine · : carton jaune · : carton rouge · | 67 | -  | 83 | 150         | -              | -  | 2  | 2       |
| Attaquants               | Abréviations et symboles : · TT : Total de minutes jouées · MJ : Nombre de matchs joués · MT : Matchs joués en tant que titulaire · : but · : passe décisive · : joueur entré · : joueur remplacé · : capitaine · : carton jaune · : carton rouge · |    |    |    |             |                |    |    |         |
| Youssef Msakni           | Abréviations et symboles : · TT : Total de minutes jouées · MJ : Nombre de matchs joués · MT : Matchs joués en tant que titulaire · : but · : passe décisive · : joueur entré · : joueur remplacé · : capitaine · : carton jaune · : carton rouge · | 80 | 90 | -  | 170         | -              | -  | 2  | 2       |
| Issam Jebali             | Abréviations et symboles : · TT : Total de minutes jouées · MJ : Nombre de matchs joués · MT : Matchs joués en tant que titulaire · : but · : passe décisive · : joueur entré · : joueur remplacé · : capitaine · : carton jaune · : carton rouge · | 80 | 73 | 60 | 213         | -              | -  | 3  | 2       |
| Wahbi Khazri             | Abréviations et symboles : · TT : Total de minutes jouées · MJ : Nombre de matchs joués · MT : Matchs joués en tant que titulaire · : but · : passe décisive · : joueur entré · : joueur remplacé · : capitaine · : carton jaune · : carton rouge · | -  | 23 | 60 | 83          | 1              | -  | 2  | 1       |
| Taha Yassine Khenissi    | Abréviations et symboles : · TT : Total de minutes jouées · MJ : Nombre de matchs joués · MT : Matchs joués en tant que titulaire · : but · : passe décisive · : joueur entré · : joueur remplacé · : capitaine · : carton jaune · : carton rouge · | 10 | 17 | -  | 27          | -              | -  | 2  | 0       |
| Seifeddine Jaziri        | Abréviations et symboles : · TT : Total de minutes jouées · MJ : Nombre de matchs joués · MT : Matchs joués en tant que titulaire · : but · : passe décisive · : joueur entré · : joueur remplacé · : capitaine · : carton jaune · : carton rouge · | -  | -  | -  | -           | -              | -  | 0  | 0       |
| Naïm Sliti               | Abréviations et symboles : · TT : Total de minutes jouées · MJ : Nombre de matchs joués · MT : Matchs joués en tant que titulaire · : but · : passe décisive · : joueur entré · : joueur remplacé · : capitaine · : carton jaune · : carton rouge · | 23 | 90 | -  | 113         | -              | -  | 2  | 1       |
| Total                    | Abréviations et symboles : · TT : Total de minutes jouées · MJ : Nombre de matchs joués · MT : Matchs joués en tant que titulaire · : but · : passe décisive · : joueur entré · : joueur remplacé · : capitaine · : carton jaune · : carton rouge · |    |    |    |             |                |    |    |         |
| Équipe de Tunisie        | Abréviations et symboles : · TT : Total de minutes jouées · MJ : Nombre de matchs joués · MT : Matchs joués en tant que titulaire · : but · : passe décisive · : joueur entré · : joueur remplacé · : capitaine · : carton jaune · : carton rouge · | 90 | 90 | 90 | 270         | 1              | 1  |    |         |

| Buts | Joueurs      | Adversaires |
| ---- | ------------ | ----------- |
| 1    | Wahbi Khazri | France      |

| Passes | Joueurs        | Adversaires |
| ------ | -------------- | ----------- |
| 1      | Aïssa Laïdouni | France      |

### Récompenses
Les deux hommes du match sont les joueurs suivants :
- Aïssa Laïdouni (vs.  Danemark)[72]
- Wahbi Khazri (vs.  France)[73]

## Controverses

### Polémique et menace d'exclusion
Fin octobre 2022, une querelle interne concernant le ministre de la Jeunesse et des Sports, Kamel Deguiche, et le président de la FTF, Wadie Jary, menace la participation de la Tunisie à la Coupe du monde. En effet, les deux hommes sont connus pour se détester et le premier souhaite dissoudre la fédération pour se séparer du second. La FIFA sanctionnant systématiquement les affaires d'ingérence dans le monde du football, elle met donc en garde la fédération tunisienne : par le biais d'une lettre, elle prévient qu'elle se réserve le droit d'exclure la Tunisie de la compétition en cas de prise de pouvoir sur la fédération de la part de Deguiche.

### Allégations d'ingérence de la FTF dans l'effectif
Alors que la sélection des gardiens fait l'objet d'une pression subie par la FTF et le sélectionneur de la part de fans défendant la présence du gardien de leurs équipes favorites, Saad Bguir, exclu de la liste, annonce ne plus vouloir porter le maillot national tant que Wadie Jary est président de la FTF, jugeant que la décision de l'exclure est le fait de la FTF.